# Anna McMorrin
Anna Rhiannon McMorrin (født 24. september 1971) er en walisisk politiker, for Labour Party. Hun har været parlamentsmedlem (MP) for Cardiff North siden 2017.